# اجتياح جنين (يناير 2023)
اجتياح جنين 2023 هو عملية عسكرية نفذها جيش الاحتلال الإسرائيلي لمدينة جنين ومخيمها في الضفة الغربية الفلسطينية المحتلة، في صباح يوم الخميس 26 يناير / كانون الثاني 2023. واستشهد خلال الاجتياح 9 فلسطينيين -بينهم سيدة مسنة- وأصيب آخرون.

## الاجتياح
ذكر موقع شبكة الجزيرة.نت أن الاجتياح قد بدأ صباح يوم الخميس 26 يناير، واستهدف منزلًا يعود لعائلة الصباغ في مخيم جنين، وأورد الموقع: «صعدت حكومة اليمين المتطرف عدوانها ضد الفلسطينيين، خاصة في مخيمات اللجوء شمال الضفة، فنفذت صباح اليوم الخميس مجزرة في مخيم جنين؛ أسفرت عن استشهاد 9 وإصابة 20 آخرين».
استخدم جنود الاحتلال قذائف حارقة لاستهداف المنزل، ما أدى لاشتعال النار بالمنزل ووفاة ثلاثة بداخله محترقين، كما «اقتحم المشفى الحكومي داخل المخيم وثلاجة الموتى حيث يرقد الشهداء».

## استهداف الطواقم الطبية والصحفيين
ذكر شهود عيان أن قوات الاحتلال الإسرائيلي قد استهدفت الطواقم الطبية؛ ما أدى لعرقلة جهودها لإنقاذ المصابين. وقالت وزيرة الصحة الفلسطينية مي الكيلة -خلال مؤتمر صحفي بمجمع فلسطين الطبي في رام الله (وسط الضفة الغربية): «إن الاعتداء على الطواقم الطبية والإسعاف يخالف كافة الشرائع والأنظمة والقوانين الإنسانية والدولية واتفاقيات جنيف ومعاهداتها بخصوص الجرحى والطواقم الطبية والتي تكفل لهم حرية الحركة وتقديم الرعاية الصحية والطبية للجرحى، مشيرة إلى أنها اعتداءات ترتقي لجرائم حرب». كما جرى استهداف الصحفيين ومنعهم من تغطية أحداث الاجتياح، حيث قال أحد الصحفيين: «كان الاستهداف بالرصاص الحي فقط، وأي تحرك من قبلنا يعني مجازفة حقيقة بالحياة، في ظل عدم استثناء للصحافيين».

## ردود الفعل

### محليًا
- فلسطين: وفي رد فعلها على الاجتياح أعلن المتحدث باسم الرئاسة الفلسطينية نبيل أبو ردينة أن الرئيس محمود عباس دعا الفصائل الفلسطينية لاجتماع طارئ للاتفاق على رؤية شاملة لمواجهة «العدوان الإسرائيلي» على مدينة جنين ومخيمها.[5] وأضاف أن التعاون الأمني مع إسرائيل «لم يعد قائما» بعد ما حدث في جنين.
- وقال نائب رئيس المكتب السياسي لحركة حماس،صالح العاروري، أن أحداث جنين هي «مجزرة» إرتكبها «الاحتلال»، وذكر أن الرد المسلح «لن يستغرق وقتًا طويلاً». وأن الاحتلال سيدفع ثمن المجزرة التي نفذها في جنين ومخيمها صباح اليوم.[6]

### دوليًا
- منظمة التعاون الإسلامي: أدانت منظمة التعاون الإسلامي (OIC)، ومقرها جدة، «الجريمة النكراء التي ارتكبها الاحتلال الإسرائيلي».[7]
- مصر: نددت مصر بالهجوم الإسرائيلي ودعتها إلى وقف اقتحام المدن الفلسطينية.[8]
- الأمم المتحدة: حث المبعوث الأممي المسؤولين الإسرائيليين والفلسطينيين على تهدئة الموقف في الضفة الغربية.[9]
- جامعة الدول العربية حملت جامعة الدول العربية حكومة نتنياهو المسؤولية الكاملة عن ارتكاب «المجزرة المروعة» ودعت إلى تحرك دولي.[10]

## النتائج
111 عملية إطلاق نار و203 اقتحامات

## الخسائر

### الخسائر الفلسطينية
40 قتيلاً و140 جريحاً و180 معتقلاً